# 김승태 (야구인)
김승태(1969년 3월 7일 ~ )은 전 KBO 리그 야구 선수의 포수이다.